# Правительство Андерссон
Правительство Андерссон — правительство Швеции, сформированное 30 ноября 2021 года, под руководством премьер-министра Магдалены Андерссон (Социал-демократическая рабочая партия Швеции). 

## История
Изначально предполагалось создание коалиционного правительства, включающего Социал-демократическую рабочую партию Швеции и партию зелёных. Однако после голосования по утверждению бюджета партия зелёных вышла из состава правительства, так как проект бюджета, предложенный кабинетом, не был одобрен Риксдагом. Формирование нового правительства планировалось на 26 ноября 2021 года во время официального заседания с участием короля Карла XVI Густава, однако Андерссон подала в отставку спустя всего семь часов после утверждения в парламенте, сославшись на прецедент, вызванный изменениями в составе правительства. Впоследствии спикер парламента вновь предложил её кандидатуру для повторного голосования, чтобы подтвердить поддержку со стороны Риксдага.
29 ноября 2021 года Андерссон вновь была утверждена в должности премьер-министра Швеции, став первой женщиной, занявшей этот пост в истории страны. Она возглавила правительство меньшинства, сформированное Шведской социал-демократической партией. Кабинет Андерссон стал наименее многочисленным правительством Швеции с 1979 года: в его поддержку в парламенте выступили лишь 100 из 349 депутатов (28,65%).
14 сентября 2022 года, после парламентских выборов, на которых коалиция, поддерживавшая Андерссон, утратила большинство в Риксдаге, Андерссон объявила о намерении подать в отставку с поста премьер-министра на следующий день.

## Состав правительства
| Должность                                                                             | Имя                      | Начало         | Конец           | Партия                                |
| ------------------------------------------------------------------------------------- | ------------------------ | -------------- | --------------- | ------------------------------------- |
| Канцелярия Премьер-министра                                                           |                          |                |                 |                                       |
| Премьер-министр                                                                       | Магдалена Андерссон      | 30 ноября 2021 | 18 октября 2022 | Социал-демократическая рабочая партия |
| Министр по делам Евросоюза                                                            | Ганс Дальгрен            | 30 ноября 2021 | 18 октября 2022 | Социал-демократическая рабочая партия |
| Министерство юстиции                                                                  |                          |                |                 |                                       |
| Министр внутренних дел Министр юстиции                                                | Морган Юханссон          | 30 ноября 2021 | 18 октября 2022 | Социал-демократическая рабочая партия |
| Министр интеграции Министр миграции Министр спорта                                    | Андерс Игеман            | 30 ноября 2021 | 18 октября 2022 | Социал-демократическая рабочая партия |
| Министерство иностранных дел                                                          |                          |                |                 |                                       |
| Министр иностранных дел                                                               | Анн Линде                | 30 ноября 2021 | 18 октября 2022 | Социал-демократическая рабочая партия |
| Министр внешней торговли Министр северного сотрудничества                             | Анна Халльберг           | 30 ноября 2021 | 18 октября 2022 | Социал-демократическая рабочая партия |
| Министр международного сотрудничества                                                 | Матильда Эрнкранс        | 30 ноября 2021 | 18 октября 2022 | Социал-демократическая рабочая партия |
| Министерство обороны                                                                  |                          |                |                 |                                       |
| Министр обороны                                                                       | Питер Хультквист         | 30 ноября 2021 | 18 октября 2022 | Социал-демократическая рабочая партия |
| Министерство социальных дел                                                           |                          |                |                 |                                       |
| Министр социальных дел и здравоохранения                                              | Лена Халленгрен          | 30 ноября 2021 | 6 октября 2022  | Социал-демократическая рабочая партия |
| Министр социальных дел и здравоохранения Министр социального страхования              | Ардалан Шекараби         | 6 октября 2022 | 18 октября 2022 | Социал-демократическая рабочая партия |
| Министр социального страхования                                                       | Ардалан Шекараби         | 30 ноября 2021 | 18 октября 2022 | Социал-демократическая рабочая партия |
| Министерство финансов                                                                 |                          |                |                 |                                       |
| Министр финансов                                                                      | Майкл Дамберг            | 30 ноября 2021 | 18 октября 2022 | Социал-демократическая рабочая партия |
| Заместитель министра финансов Министр финансовых рынков Министр по делам потребителей | Макс Элгер               | 30 ноября 2021 | 18 октября 2022 | Социал-демократическая рабочая партия |
| Министр государственного управления                                                   | Ида Каркиайнен           | 30 ноября 2021 | 18 октября 2022 | Социал-демократическая рабочая партия |
| Министерство образования                                                              |                          |                |                 |                                       |
| Министр образования                                                                   | Анна Экстрём             | 30 ноября 2021 | 18 октября 2022 | Социал-демократическая рабочая партия |
| Министр по делам школ                                                                 | Лина Аксельссон Чильблум | 30 ноября 2021 | 18 октября 2022 | Социал-демократическая рабочая партия |
| Министерство по делам климата и промышленности                                        |                          |                |                 |                                       |
| Министр климата и окружающей среды                                                    | Анника Страндхелл        | 30 ноября 2021 | 18 октября 2022 | Социал-демократическая рабочая партия |
| Министр промышленности                                                                | Карл-Петтер Торвальдссон | 30 ноября 2021 | 18 октября 2022 | Социал-демократическая рабочая партия |
| Министр по сельским делам                                                             | Анна-Карен Сетерберг     | 30 ноября 2021 | 18 октября 2022 | Социал-демократическая рабочая партия |
| Министерство культуры                                                                 |                          |                |                 |                                       |
| Министр культуры Министр демократии                                                   | Жанетт Густафсдоттер     | 30 ноября 2021 | 18 октября 2022 | Социал-демократическая рабочая партия |
| Министерство рынка труда                                                              |                          |                |                 |                                       |
| Министр рынка труда Министр по вопросам равноправия                                   | Ева Нордмарк             | 30 ноября 2021 | 18 октября 2022 | Социал-демократическая рабочая партия |
| Министр жилищного строительства Заместитель министра занятости                        | Йохан Даниэльссон        | 30 ноября 2021 | 18 октября 2022 | Социал-демократическая рабочая партия |
| Министерство инфраструктуры                                                           |                          |                |                 |                                       |
| Министр инфраструктуры                                                                | Томас Энерот             | 30 ноября 2021 | 18 октября 2022 | Социал-демократическая рабочая партия |
| Министр энергетики Министр цифрового развития                                         | Хашаяр Фарманбар         | 30 ноября 2021 | 18 октября 2022 | Социал-демократическая рабочая партия |